# アモーレの鐘
『アモーレの鐘』（アモーレのかね）は、1981年10月10日に公開された日本映画。製作はニッポン放送、配給は東宝。監督は渡辺邦彦。2022年現在城戸真亜子の唯一の主演映画。
美しく悲しみの影を背負う年上の女性と純粋な思春期の少年という古今東西を問わず描かれてきたラブストーリーを「アモーレの鐘」の美しい鐘の音にダブらせて描く。 

## キャスト
- 厳本陵子：城戸真亜子
- 松本龍一：松本秀人
- 弁慶：河原崎次郎
- 健：宮田真
- 男：織田あきら
- 山小屋のオジサン：岩木保夫
- 山村：植松敏靖
- 別荘の管理人：関根潤三

## スタッフ
- 監督：渡辺邦彦
- 脚本：渡辺邦彦・奈良正博
- 製作：黒井和男
- 製作補：熊田雅彦
- 撮影：押切隆世
- 美術：竹中和雄
- 音楽：ジュニア・オリジナル・コンサート
- 録音：吉田庄太郎
- 照明：岩木保夫
- 編集：黒岩義民
- 作曲：ジュニア・オリジナル・コンサート
- 指揮：秋山和慶
- 演奏：新日本フィルハーモニー交響楽団
- 助監督：奈良正博

## 製作
ニッポン放送が東映と組んで製作した『無力の王』に続いて、今度は東宝と組んで製作を決めた。製作費は『無力の王』の倍、1億円強を投入し、ニッポン放送としても興行面でいえば『無力の王』よりも期待していたとされるが、映画関係者からは「ちょっと首をかしげたくなる企画」と揶揄された。主演の城戸真亜子は、この年夏のキャンペーンガール（カネボウ化粧品）ではNo.1と評価されての主役抜擢。城戸の映画初出演は大きな話題を呼んだ。当時は武蔵野美術大学二年在学中で、相手役の松本秀人も当時駒澤大学一年に在学中、多数の応募の中から選ばれた新人だった。松本は映画は初めてだが、テレビドラマは『阿修羅のごとく』（NHK）や、『学園危機一髪』（フジテレビ）などに少し出ていた。
監督の渡辺邦彦は東宝の社員監督だったが、映画の演出は1975年の『阿寒に果つ』以来6年ぶりで、1983年にフリーとなり、本作以降、劇映画の監督は途絶えた。
アモーレの鐘のある長野県美ヶ原高原でロケを行っている。

## 同時上映
『幸福』
- 主演：水谷豊、監督：市川崑

## 興行成績
振るわなかったとされる。